# Club Sportiv Gaz Metan Mediaș 2019-2020
Questa voce raccoglie le informazioni riguardanti il Club Sportiv Gaz Metan Mediaș nelle competizioni ufficiali della stagione 2019-2020.

## Rosa
| N. |                       | Ruolo | Calciatore          |
| -- | --------------------- | ----- | ------------------- |
| 2  | Brasile (bandiera)    | D     | Gabriel de Moura    |
| 4  | Romania (bandiera)    | D     | Răzvan Popa         |
| 5  | Danimarca (bandiera)  | D     | Thomas Juel-Nielsen |
| 6  | Rep. Ceca (bandiera)  | C     | Lukáš Droppa        |
| 7  | Comore (bandiera)     | C     | Nasser Chamed       |
| 8  | Francia (bandiera)    | C     | Mickaël Diakota     |
| 9  | Romania (bandiera)    | A     | Sergiu Buș          |
| 10 | Romania (bandiera)    | A     | Ioan Hora           |
| 11 | Capo Verde (bandiera) | A     | Ely Fernandes       |
| 12 | Romania (bandiera)    | P     | Răzvan Pleșca       |
| 13 | Romania (bandiera)    | D     | Marian Pleașcă      |
| 14 | Romania (bandiera)    | D     | Eduard Avram        |
| 15 | Romania (bandiera)    | D     | Andrei Capră        |
| 16 | Romania (bandiera)    | C     | Daniel Nicula       |
| 17 | Guinea (bandiera)     | C     | Boubacar Fofana     |

| N. |                       | Ruolo | Calciatore                   |
| -- | --------------------- | ----- | ---------------------------- |
| 19 | Romania (bandiera)    | C     | Răzvan Trif                  |
| 21 | Romania (bandiera)    | D     | Mihai Butean                 |
| 22 | Romania (bandiera)    | C     | Paul Costea                  |
| 23 | Romania (bandiera)    | D     | Marius Constantin (capitano) |
| 24 | Italia (bandiera)     | D     | Roberto Romeo                |
| 25 | Romania (bandiera)    | D     | Ionuț Larie                  |
| 27 | Italia (bandiera)     | C     | Nicolao Dumitru              |
| 30 | Romania (bandiera)    | P     | Andrei Cristea-David         |
| 33 | Portogallo (bandiera) | P     | Ricardo Batista              |
| 44 | Romania (bandiera)    | C     | Sergiu Ciocan                |
| 67 | Romania (bandiera)    | C     | Neluț Roșu                   |
| 80 | Romania (bandiera)    | C     | Stephan Drăghici             |
| 98 | Romania (bandiera)    | D     | Mihai Velisar                |
| 99 | Romania (bandiera)    | P     | Albert Popa                  |